# Іто Масайосі
Масайосі Іто (яп. 伊東正義; нар. 15 грудня 1913, Айдзу-Вакамацу — пом. 20 травня 1994, Токіо) — японський державний і політичний діяч.

## Біографія
Народився в місті Айдзу-Вакамацу префектури Фукусіма. Закінчив юридичний факультет Токійського університету. Член ЛДПЯ. По закінченню університету вступив на державну службу. Довгий час працював у міністерстві землеробства та лісівництва Японії, в тому числі як заступник міністра. У 1963 році вперше був обраний до складу нижньої палати японського парламенту. Переобирався до складу палати представників всіх наступних скликань аж до 1993 року за винятком періоду 1966–1969 років.
У другому уряді Масайосі Охіро, сформованому в листопаді 1979 році, займав пост генерального секретаря кабінету. 16 травня 1980 палата представників Японії винесла вотум недовіри кабінету Охіро, що послужило приводом для прем'єр-міністра розпустити палату і призначити дострокові вибори. 12 червня ході передвиборчої кампанії Масайосі Охіро раптово помер. Того ж дня Масайосі Іто приступив до виконання обов'язків глави японського уряду. 22 червня 1980 пройшли вибори в палату представників і часткові вибори (переобиралася половина депутатського корпусу) в палату радників. ЛДПЯ розширила своє представництво в обох палатах парламенту.
15 липня 1980 новим лідером партії був обраний Дзенко Судзукі, який сформував 17 липня новий однопартійний кабінет країни. У новому уряді Масаесі Іто отримав пост міністра закордонних справ Японії. Як урядовець він відвідав у вересні 1980 року Пекін, де взяв участь у першій в історії нараді міністрів закордонних справ Японії та КНР з питань економічного співробітництва. 18 травня 1981 в ході перестановок в уряді Масайосі Іто був вимушений залишити свою посаду.